# Thalfang am Erbeskopf
Thalfang am Erbeskopf é uma Verbandsgemeinde do distrito de Bernkastel-Wittlich, Renânia-Palatinado, Alemanha. A sede é o município de Thalfang.
A Verbandsgemeinde Thalfang am Erbeskopf consiste nos seguintes municípios:
| 1. Berglicht 2. Breit 3. Büdlich 4. Burtscheid 5. Deuselbach 6. Dhronecken 7. Etgert 8. Gielert 9. Gräfendhron 10. Heidenburg 11. Hilscheid | 1. Horath 2. Immert 3. Lückenburg 4. Malborn 5. Merschbach 6. Neunkirchen 7. Rorodt 8. Schönberg 9. Talling 10. Thalfang |